# Rotskerk Sint-Blasius

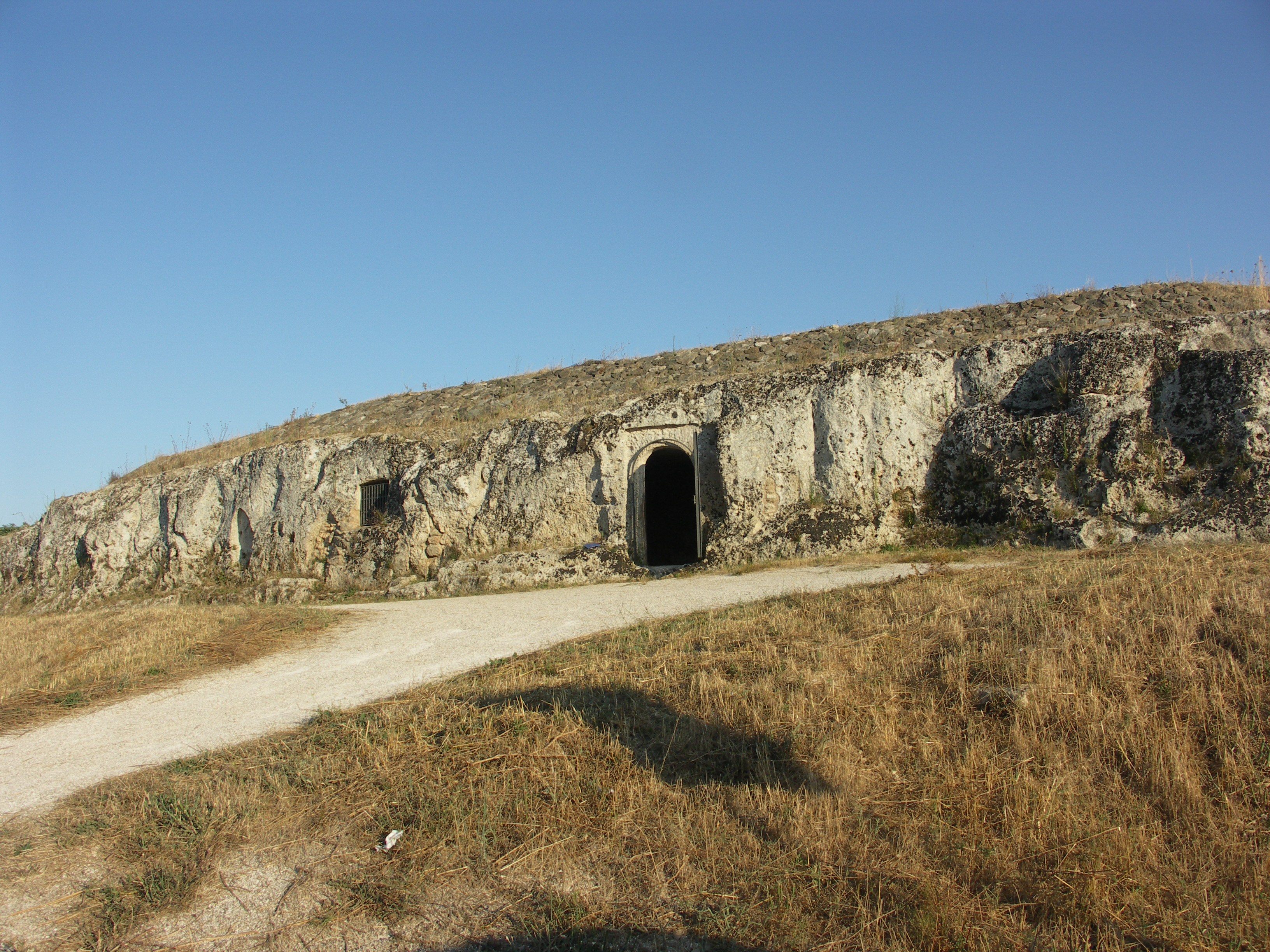
Toegang tot de Chiesa rupestra di San Biagio in Apulië

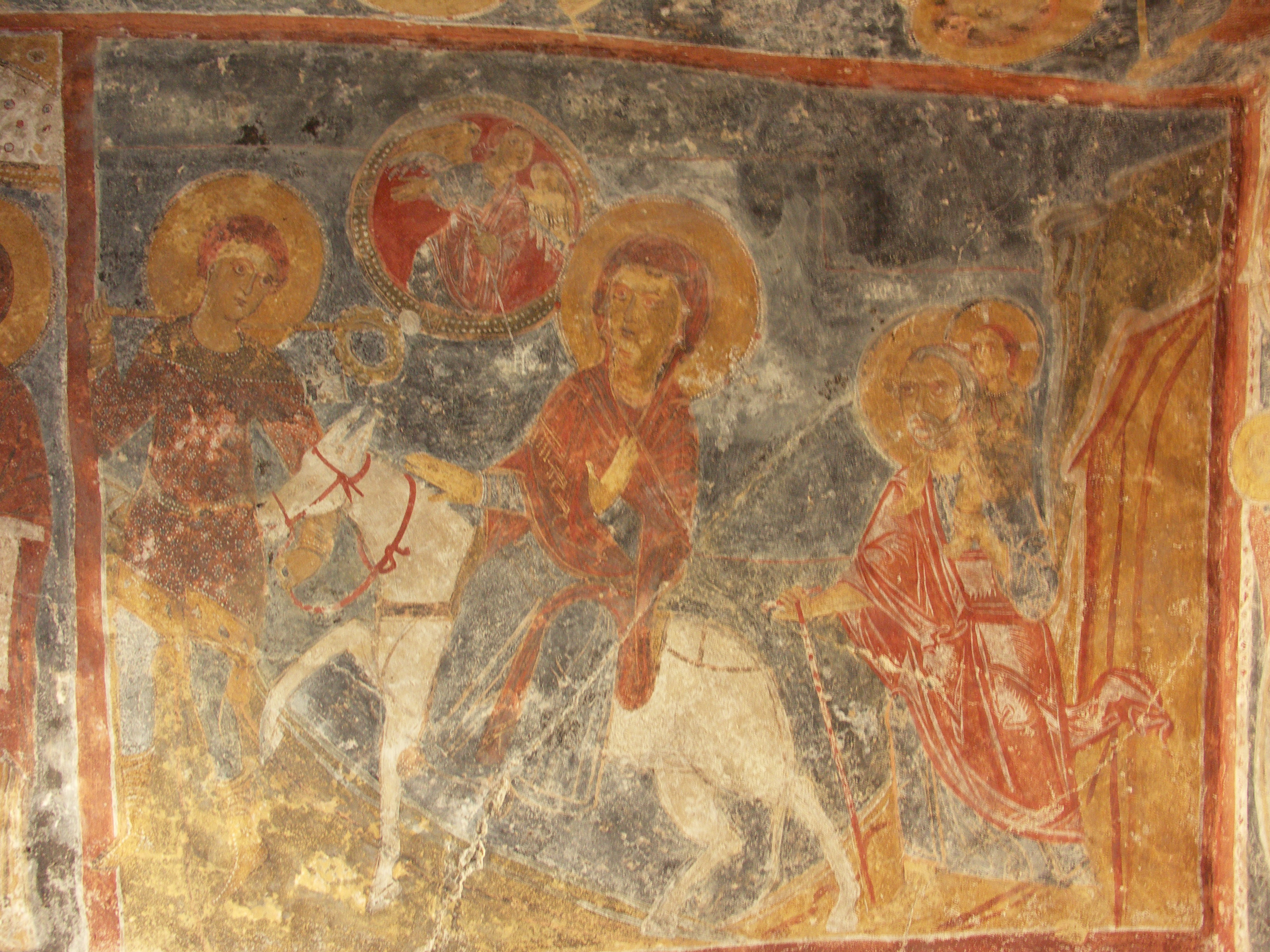
Fresco Vlucht naar Egypte met Jacobus de Mindere (links)

De rotskerk Sint-Blasius (Italiaans: Chiesa rupestre di San Biagio), bevindt zich in de berg Jannuzzo. Deze rotsachtige berg ligt tussen de Zuid-Italiaanse gemeenten Brindisi en San Vito dei Normanni; laatst genoemde gemeente is de eigenaar.
De kerk uit de 12e eeuw is toegewijd aan de heilige Blasius van Sebaste, een bekende heilige in de Oosters-Orthodoxe Kerk. Deze heilige werd aanroepen door de plattelandsbevolking in Zuid-Italië, bijvoorbeeld tegen ongedierte in het veld of bescherming van het vee. De rotskerk maakte deel uit van een ondergronds Byzantijns klooster in de rotsen.

## Beschrijving
De rotskerk had twee ingangen, een voor de geestelijkheid en een voor de gelovigen. Deze laatste deur werd omgebouwd tot een venster. Er is een datum te vinden tussen de talrijke Griekse inscripties en de enkele Latijnse inscripties: 8 oktober 1196. Het gaat om de datum van inwijding van deze kloosterkerk. 
De afmetingen van de kerk zijn 4,5 m breed en 12,5 meter lang. Op het hoogste punt is de kerk 2,70 m hoog. De rotskerk heeft aan de zijkant twee kamers. De grotere kamer was de eetzaal en slaapzaal voor de monniken en een tweede zijkamer, de kleinste, was vermoedelijk deze van helpers. In de kerk staat een troon voor de hegoumen of abt in de Byzantijnse traditie.
De rotskerk Sint-Blasius is gekend voor haar 12e-eeuwse Byzantijnse fresco’s. Op het plafondgewelf worden taferelen uit het leven van Jezus afgebeeld. Deze taferelen komen uit de evangelies doch er is een tafereel die uit een apocrief evangelie komt. Het gaat om de fresco met de vlucht naar Egypte. De apostel Jakobus de Mindere, ook genoemd de broer van Jezus, geleidt de vluchtende Heilige Familie, iets wat niet voorkomt in de vier evangelies. Maria zit op een muilezel en Jozef draagt het kind Jezus. 
Op de zijwanden staan heiligen afgebeeld, onder meer bekende Byzantijnse heiligen zoals Nicolaas van Myra, Andreas en de heilige Blasius van Sebaste. Blasius is omgeven door dieren van wie hij volgens legendes het leven gespaard heeft.

## Historiek
Van de 12e tot de 15e eeuw was het klooster van Sint-Blasius bewoond. In de 18e eeuw werd de iconostase, de karakteristieke wand opgesteld voor het altaar in een orthodoxe kerk, afgebroken.